# Малая Зоркальцева
Ма́лая Зо́ркальцева — село в Тобольском районе Тюменской области, является центром Малозоркальцевского сельского поселения.

## География
Село находится в правобережье Иртыша в 20-25 километрах к северу от Тобольска.

## История
В 1750-х годах селение заведено как заимка Якова Фёдоровича Зоркальцева из деревни Зоркальцевой. Яков Фёдорович перепродавал продукцию произведённую на заимке тобольскому купцу Ивану Прокопьеву и за его сына Григория выдал свою дочь Елену. 14 декабря 1764 года по указу Сибирской губернской канцелярии купец Прокопьев с семейством выбыл из Тобольского купечества в крестьянство этой заимки.
Население заимки числилось по деревне Зоркальцевой и только в 1844 году заимка станет самостоятельным населённым пунктом.
В 1868—1869 годы казённая деревня Малая Зоркольцева находилась в Тобольском округе в 29 верстах от города Тобольск при реке Иртыш. В деревне насчитывалось 28 двора.
В 1893 году деревня Мало-Зоркольцева числилась в Бронниковской волости. В деревне к этому времени было 30 крестьянских двора.
В 1900 году деревня Малая Зоркальцева насчитывала уже 39 крестьянских двора.
В 1912 году деревня Зоркальцева Малая находилась при речке Зоркальцевой на почтовом тракте. В деревне числилось 32 двора. На деревню приходилось количество удобной земли пахотной 103 десятины, сенокосной 103 десятины, всего 206 десятин. Ближайшая приходская школа находилась в 8 верстах от деревни. В деревне имелись официальная школа и 3 торговые лавки.
Во время Первой мировой войны в деревне разводили лошадей Орловской породы для Государственного конзаводства на нужды армии.
В XX веке деревня входила в Шестаковский сельский совет.
На территории села находится подстанция 110/10 кВ «Шестаково».

## Население
| 2010 |
| ---- |
| 624  |

## Религия
Село Малая Зоркальцева входит в Тобольско-Тюменскую епархию Тобольское благочиние. Имеется приход в честь святителей московских Петра, Алексия и Ионы. Православная община в честь святителей московских Петра, Алексия и Ионы образовалась в 2005 году. Религиозная группа приписана к храму Семи отроков Ефесских. Ведётся проектирование каменной церкви недалеко от сургутской трассы.